# Hit Pop
Albums de  Bijou svp
Jamais domptés
(2000) Redescends sur Terre
(2006)
Hit Pop est le premier album du groupe Bijou sans son chanteur principal et guitariste Vincent Palmer.

## Titres
1. Comment tu veux l'amour
2. Passeport (à vie)
3. Condamné à vivre
4. A l'extrême
5. J'serais toi
6. L'éternité
7. Solitaire
8. Les yeux de toi
9. Tant de peine
10. Eve
11. Ça flingue